# 全日本なぎなた選手権大会
全日本なぎなた選手権大会は、全日本なぎなた連盟が主催する女子なぎなたの日本一を決める大会。

## 概要
第1回は1956年に仙台市の宮城球場で第3回全日本東西対抗剣道大会と併催の形で開催された。以降、開催地を持ち回りで開催されている。第3回まで主催は全日本剣道連盟であった。
優勝者には皇后杯が授与されるが、スポーツ競技大会として唯一、皇后杯のみ授与される大会でもある。2001年からは本大会の開催前日に全日本男子なぎなた選手権大会も実施している。2005年12月に日本武道館で開催された第50回大会には天皇皇后が臨場。天覧試合を行った。

## 歴代優勝者
| 年     | 優勝者     |
| ------ | ---------- |
| 1956年 | 小野頴子   |
| 1957年 | 小野頴子   |
| 1958年 | 戸谷明子   |
| 1959年 | 野田文子   |
| 1960年 | 池島和子   |
| 1961年 | 池島和子   |
| 1962年 | 奥山榮     |
| 1963年 | 高橋千代子 |
| 1964年 | 奥山榮     |
| 1965年 | 山尾陽子   |
| 1966年 | 平塚モモ江 |
| 1967年 | 高橋千代子 |
| 1968年 | 大平恭子   |
| 1969年 | 高橋千代子 |
| 1970年 | 小畑悦子   |
| 1971年 | 藤枝恒子   |
| 1972年 | 坂下まり子 |
| 1973年 | 藤枝恒子   |
| 1974年 | 松本登志美 |
| 1975年 | 松本登志美 |
| 1976年 | 松本登志美 |
| 1977年 | 新堂京子   |
| 1978年 | 堤ゆり子   |
| 1979年 | 榎戸二三枝 |
| 1980年 | 高田まり子 |
| 1981年 | 成田登代子 |
| 1982年 | 成田登代子 |
| 1983年 | 成田登代子 |
| 1984年 | 秋山豊美   |
| 1985年 | 山田登志美 |
| 1986年 | 山田登志美 |
| 1987年 | 堀田恭子   |
| 1988年 | 成田登代子 |
| 1989年 | 池尾和子   |
| 1990年 | 久保千草   |
| 1991年 | 村上彰子   |
| 1992年 | 土橋祐子   |
| 1993年 | 成田登代子 |
| 1994年 | 成田登代子 |
| 1995年 | 加藤友相   |
| 1996年 | 池見敬子   |
| 1997年 | 尾形美和   |
| 1998年 | 内田譲子   |
| 1999年 | 池見敬子   |
| 2000年 | 木原美和   |
| 2001年 | 池見敬子   |
| 2002年 | 池見敬子   |
| 2003年 | 池見敬子   |
| 2004年 | 木原美和   |
| 2005年 | 池見敬子   |
| 2006年 | 佐藤あき子 |
| 2007年 | 尾形美和   |
| 2008年 | 安喰愛     |
| 2009年 | 池見敬子   |
| 2010年 | 田中千景   |
| 2011年 | 安喰愛     |
| 2012年 | 安喰愛     |
| 2013年 | 安喰愛     |
| 2014年 | 田中千景   |
| 2015年 | 山本千代   |
| 2016年 | 山本千代   |
| 2017年 | 林田智笑   |
| 2018年 | 林田智笑   |
| 2019年 | 林田智笑   |
| 2021年 | 林田智笑   |
| 2022年 | 林田智笑   |
| 2023年 | 林田智笑   |
| 2024年 | 林田智笑   |